# Ybbsitz
Ybbsitz osztrák mezőváros Alsó-Ausztria Amstetteni járásában. 2023 januárjában 3344 lakosa volt. 

## Elhelyezkedése

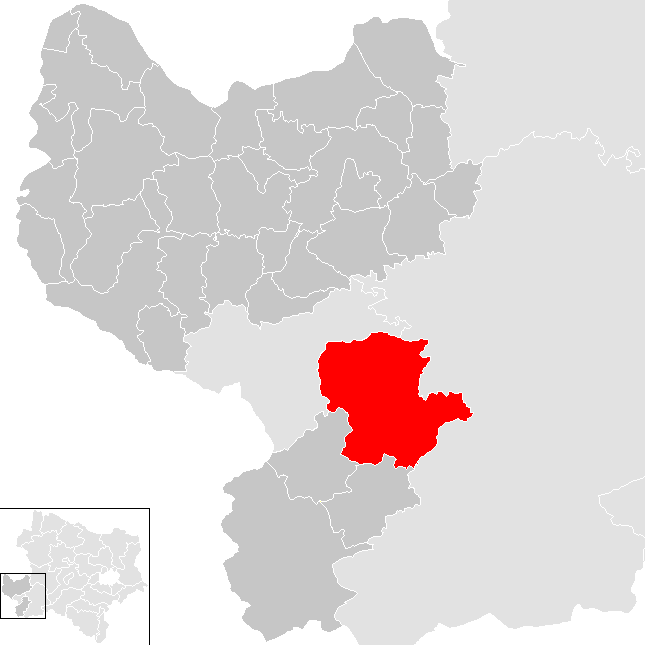
Ybbsitz az Amstetteni járásban

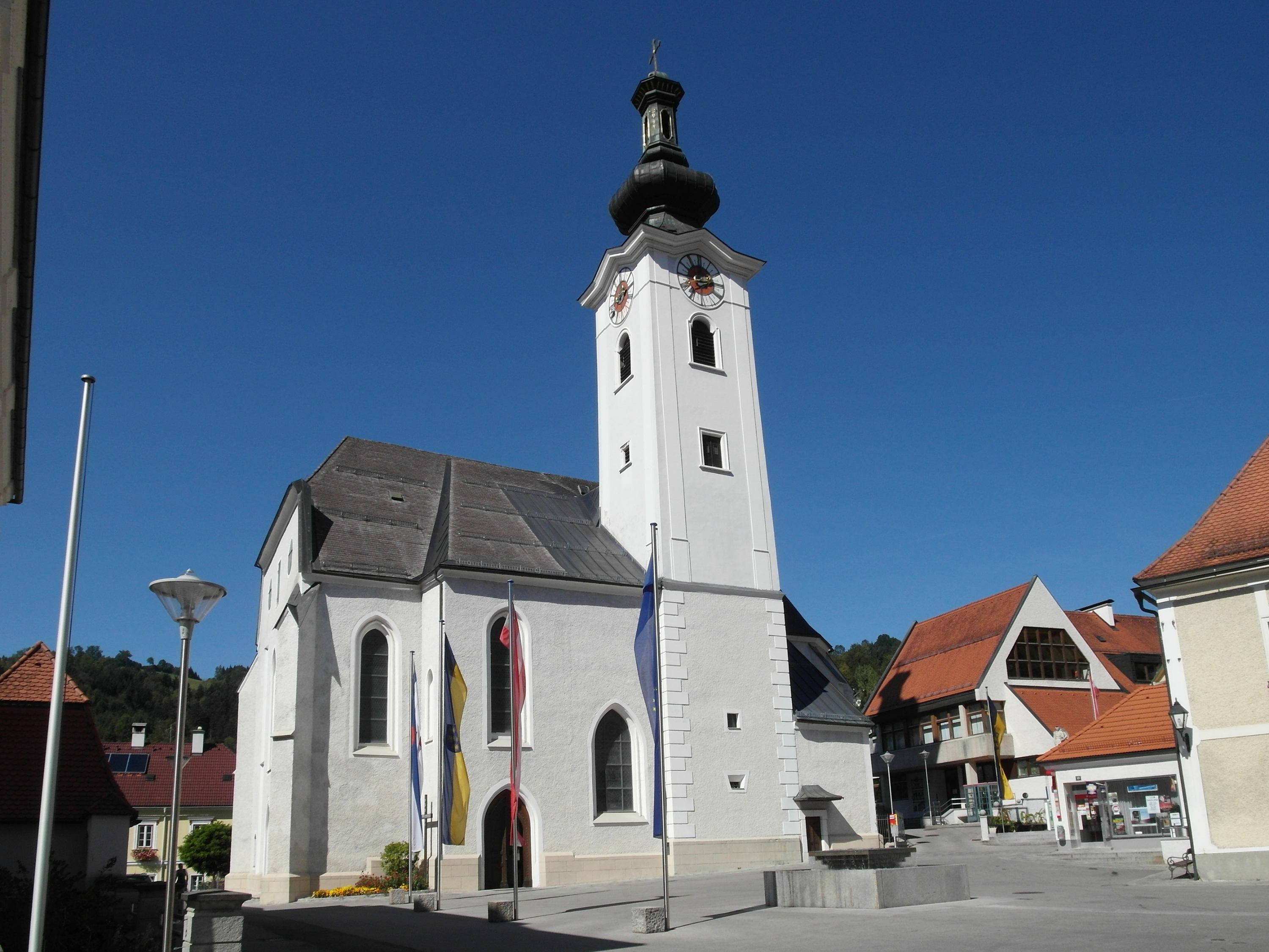
A Keresztelő Szt. János-plébániatemplom

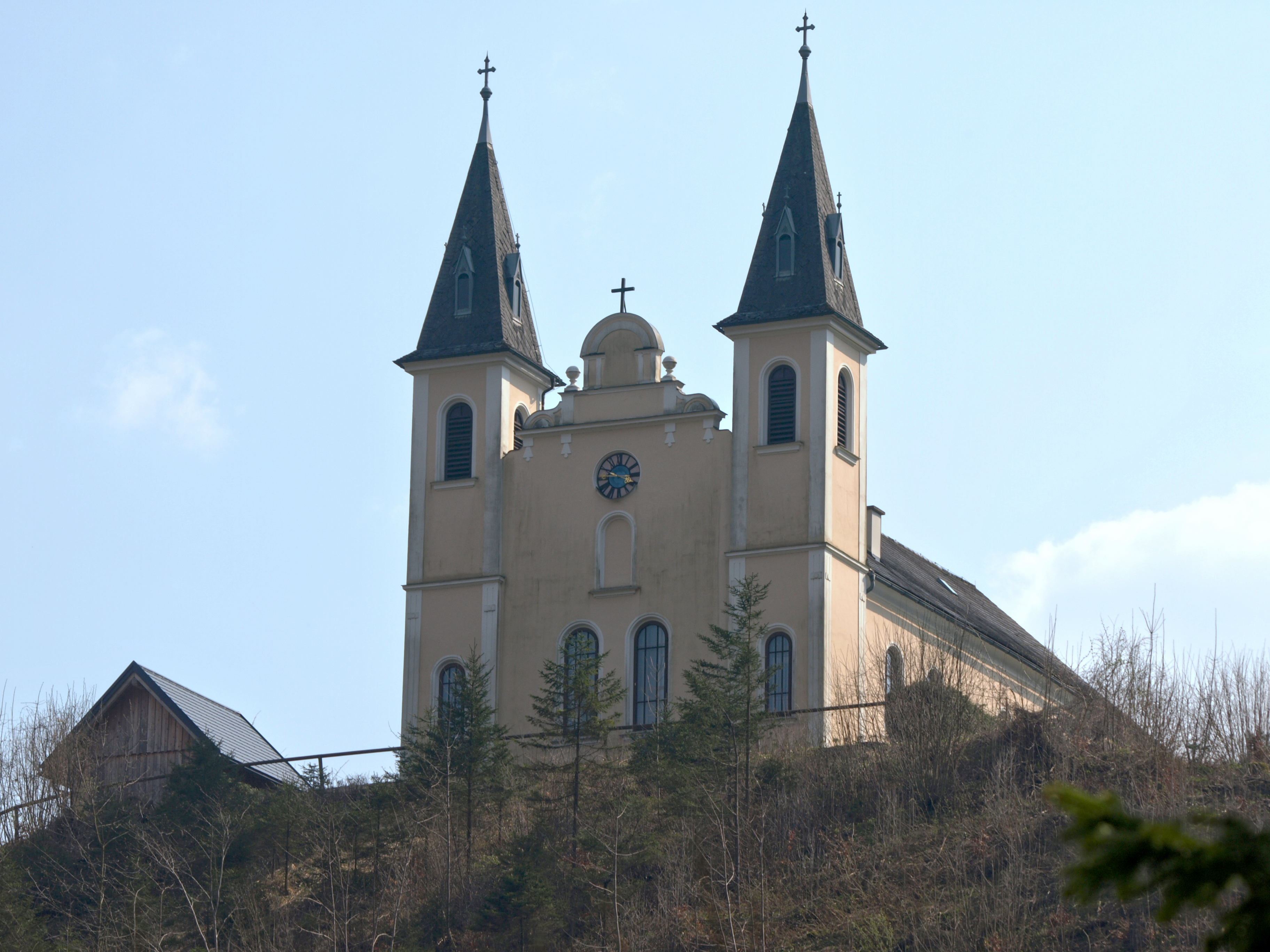
A Szűz Mária-kegytemplom

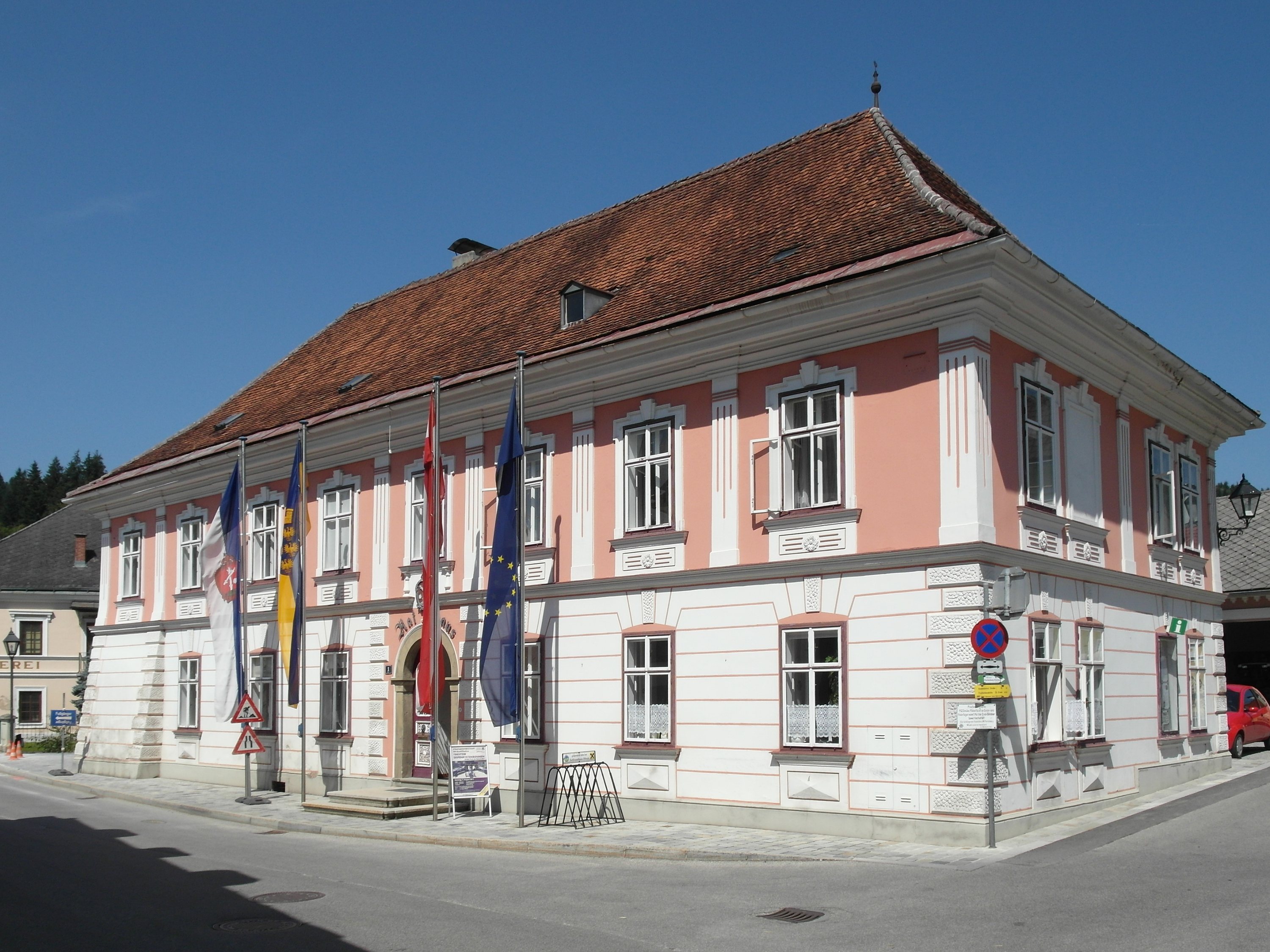
A városháza

Ybbsitz a tartomány Mostviertel régiójában fekszik az Ybbstali-Alpokban, a Kleine Ybbs folyó (melyet forrásától Ybbsitzig Schwarze Oisnak hívnak) mentén. Az Eisenwurzen történelmi tájegység része. Területének 58,5%-a erdő, 37,4% áll mezőgazdasági művelés alatt. Az önkormányzat 11 települést egyesít: Großprolling (163 lakos 2023-ban), Haselgraben (245), Hubberg (120), Kleinprolling (79), Knieberg (227), Maisberg (309), Prochenberg (118), Schwarzenberg (260), Schwarzois (117), Ybbsitz (1613) és Zogelsgraben (93).
A környező önkormányzatok: délre Sankt Georgen am Reith, délnyugatra Opponitz, északnyugatra Waidhofen an der Ybbs, északra Randegg, északkeletre Gresten-Land, délkeletre Lunz am See.

## Története
Ybbsitzet 1107-ben említik először. Neve szláv eredetű. 1184-ben akkori birtokosa a seitenstetteni apátságnak adományozta. A kolostor templomot alapított, amely körül kis település jött létre. A 15. században gazdasága erőteljesen fellendült, amikor V. Albert herceg engedélyével, a hegyekben égetett faszén és a folyó által működtetett vashámorok segítségével elkezdték feldolgozni a Stájerországból érkező vasércet. 1480-ban a seitenstetteni apát kérésére III. Frigyes császár mezővárosi jogokat adományozott Ybbsitznek. Gazdagságát jelzi a 15. század végén épült gótikus temploma, valamint hogy 1511-ben járásbírósági székhellyé vált. Kőszeg 1532-es ostromakor egy török portyázó csapat kifosztotta a települést, templomát és 80 házát felgyújtották. Bécs 1683-as ostromakor azonban nem jutottak idáig a törökök. 1640-ben 72 kovácsmester működött Ybbsitzben, akik 14-felé specializálódtak. Termékeiket Észak- és Kelet-Európába, Velencébe és a Közel-Keletre exportálták. 
A 19. században Ybbsitz elvesztette korábbi privilegizált helyzetét. A napóleoni háborúk alatt háromszor is kifosztották a franciák. 1827-ben egy tűzvészben 20 ház leégett. A század közepétől az iparosodás elterjedésével a kézműves vasfeldolgozás nem bírta a versenyt és műhelyeik sorra bezártak. Állami támogatással néhányan a 20. század közepéig fenn tudták tartani magukat.   
Az 1848-as forradalmat követő közigazgatási reform során megalakulhatott Ybbsitz polgári önkormányzata. Egyházközsége az apátság felügyelete alatt maradt. 1899-ben becsatlakoztatták a vasúti hálózatba. 
Ybbsitz a kilenctagú Európai Kovácsvárosok Gyűrűjének székhelye. 2010-ben az ybbsitzi kovácshagyományt felvették az ausztriai szellemi kulturális örökség nyilvántartásába.

## Lakosság
Az ybbsitzi önkormányzat területén 2023 januárjában 3344 fő élt. A lakosságszám 1991-ben érte el a csúcspontját 3915 fővel, azóta lassú csökkenés tapasztalható. 2020-ban az ittlakók 97,7%-a volt osztrák állampolgár; a külföldiek közül 0,6% a régi (2004 előtti), 0,8% az új EU-tagállamokból érkezett. 0,2% az egykori Jugoszlávia (Szlovénia és Horvátország nélkül) vagy Törökország, 0,6% egyéb országok polgára volt. 2001-ben a lakosok 96,5%-a római katolikusnak, 2% pedig felekezeten kívülinek vallotta magát. Ugyanekkor egy magyar élt a mezővárosban; a legnagyobb nemzetiségi csoportot a németeken kívül (98,9%) a horvátok alkották 0,2%-kal (9 fő).
A népesség változása:

| 2016 | 3 498 |
| 2018 | 3 445 |

## Látnivalók

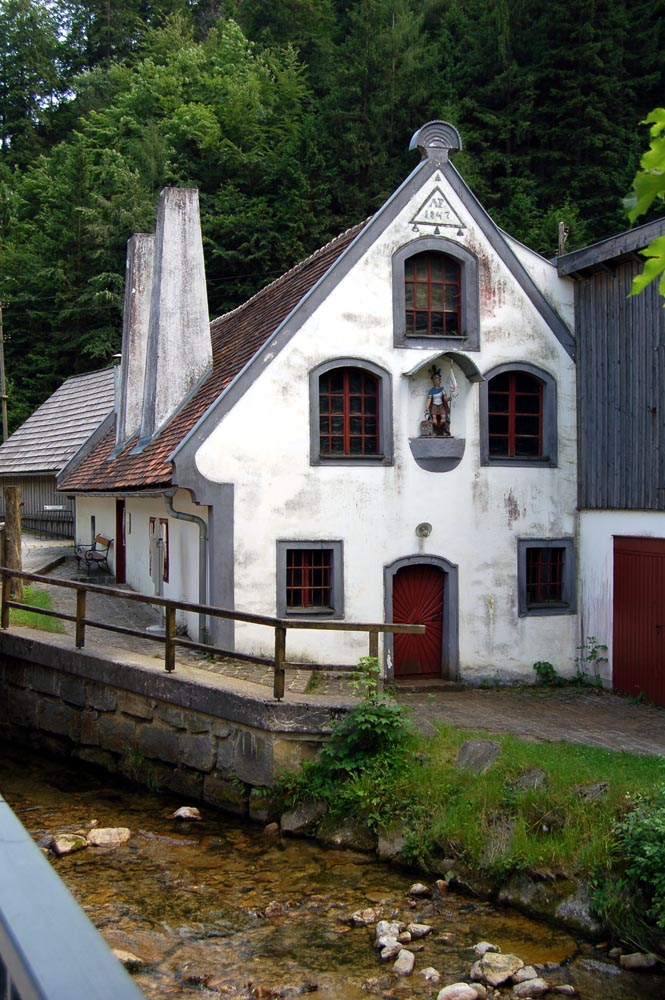
19. századi kovácsműhely

- a Keresztelő Szt. János-plébániatemplom
- a Szűz Mária-kegytemplom
- 19. századi kovácsműhelyek és vashámorok
- 16-18. századi kovácsmesterházak, köztük az ún. Fekete ház
- az 1772-ben épült városháza
- a Haus Ferrum múzeum
- az 1878-ban épült Kleine Ybbs-híd és mellette az 1898-as vasúti viadukt

## Testvértelepülések
- Pratovecchio Stia (Olaszország)

## Fordítás
- Ez a szócikk részben vagy egészben  a   Ybbsitz című német Wikipédia-szócikk ezen változatának fordításán alapul.  Az eredeti cikk szerkesztőit annak laptörténete sorolja fel. Ez a jelzés csupán a megfogalmazás eredetét és a szerzői jogokat jelzi, nem szolgál a cikkben szereplő információk forrásmegjelöléseként.